# Niva Fryšávky
Niva Fryšávky este o arie protejată (arie specială de conservare — SAC, sit de importanță comunitară — SCI) din Republica Cehă întinsă pe o suprafață de 35,33 ha, integral pe uscat.

## Localizare
Centrul sitului Niva Fryšávky este situat la coordonatele 49°37′13″N 16°06′56″E / 49.620278°N 16.115556°E.

## Înființare
Situl Niva Fryšávky a fost declarat sit de importanță comunitară în noiembrie 2009 pentru a proteja 1 specie de animale. Situl a fost protejat și ca arie specială de conservare în iulie 2012.

## Biodiversitate
Situată în ecoregiunea continentală, aria protejată nu include niciun habitat protejat.
La baza desemnării sitului se află o specie protejată de  nevertebrate: Phengaris nausithous.